# Comuna Norrköping
Norrköping (Norrköpings kommun) este o comună din comitatul Östergötlands län, Suedia, cu o populație de 133.749 locuitori (2013).

## Geografie

### Zone urbane
Lista celor mai mari zone urbane din comună (anul 2015) conform Biroului Central de Statistică al Suediei:
| Nr | Zona urbană | Pop.   |
| -- | ----------- | ------ |
| 1  | Norrköping  | 93.765 |
| 2  | Åby         | 6.917  |
| 3  | Krokek      | 5.053  |
| 4  | Lindö       | 4.763  |
| 5  | Skärblacka  | 4.023  |
| 6  | Svärtinge   | 3.326  |
| 7  | Kimstad     | 1.469  |
| 8  | Östra Husby | 868    |
| 9  | Ljunga      | 751    |
| 10 | Öbonäs      | 646    |

## Demografie
| \| Evoluția demografică în comuna Norrköping, 1970–2015 \| Evoluția demografică în comuna Norrköping, 1970–2015 \| Evoluția demografică în comuna Norrköping, 1970–2015 \| Evoluția demografică în comuna Norrköping, 1970–2015 \| Evoluția demografică în comuna Norrköping, 1970–2015 \| \| ----------------------------------------------------------------------------------------------------- \| ---------------------------------------------------- \| ---------------------------------------------------- \| ---------------------------------------------------- \| ---------------------------------------------------- \| \| An \| \| \| Locuitori \| \| \| 1970 \| 1970 \| \| 120959 \| 120959 \| \| 1975 \| 1975 \| \| 119169 \| 119169 \| \| 1980 \| 1980 \| \| 119238 \| 119238 \| \| 1985 \| 1985 \| \| 118567 \| 118567 \| \| 1990 \| 1990 \| \| 120522 \| 120522 \| \| 1995 \| 1995 \| \| 123795 \| 123795 \| \| 2000 \| 2000 \| \| 122199 \| 122199 \| \| 2005 \| 2005 \| \| 124642 \| 124642 \| \| 2010 \| 2010 \| \| 130050 \| 130050 \| \| 2015 \| 2015 \| \| 137035 \| 137035 \| \| Sursa: SCB - Statistika Centralbyrån, Folkmängd efter region, civilstånd, ålder och kön. År 1968–2016 \| \| \| \| \| |      |  |           |        |
| Evoluția demografică în comuna Norrköping, 1970–2015 |      |  |           |        |
| An |      |  | Locuitori |        |
| 1970 | 1970 |  | 120959    | 120959 |
| 1975 | 1975 |  | 119169    | 119169 |
| 1980 | 1980 |  | 119238    | 119238 |
| 1985 | 1985 |  | 118567    | 118567 |
| 1990 | 1990 |  | 120522    | 120522 |
| 1995 | 1995 |  | 123795    | 123795 |
| 2000 | 2000 |  | 122199    | 122199 |
| 2005 | 2005 |  | 124642    | 124642 |
| 2010 | 2010 |  | 130050    | 130050 |
| 2015 | 2015 |  | 137035    | 137035 |
| Sursa: SCB - Statistika Centralbyrån, Folkmängd efter region, civilstånd, ålder och kön. År 1968–2016 |      |  |           |        |